# Daniele Bracciali
Daniele Bracciali (Arezzo, 10 januari 1978) is een Italiaanse tennisspeler. Hij was de laatste jaren voornamelijk actief in het herendubbeltennis. In 2015 werd hij samen met Potito Starace geschorst door de Italiaanse tennisfederatie (FIT) wegens wedstrijdvervalsing maar keerde terug in 2017

## Palmares
| Legenda                       | Legenda               |
| ----------------------------- | --------------------- |
| Grand Slam                    |                       |
| Olympische Spelen             |                       |
| tot 2009                      | vanaf 2009            |
| Tennis Masters Cup            | ATP Finals            |
| ATP Masters Series            | ATP Tour Masters 1000 |
| ATP International Series Gold | ATP Tour 500          |
| ATP International Series      | ATP Tour 250          |

### Enkelspel
| Nr.              | Datum         | Toernooi       | Ondergrond | Tegenstander in finale | Score    | Details |
| ---------------- | ------------- | -------------- | ---------- | ---------------------- | -------- | ------- |
| Gewonnen finales |               |                |            |                        |          |         |
| 1.               | 24 april 2006 | ATP Casablanca | Gravel     | Nicolás Massú          | 6-1, 6-4 | Details |

### Dubbelspel
| Nr.                          | Datum             | Toernooi            | Ondergrond    | Partner            | Tegenstander in finale                | Score               | Details |
| ---------------------------- | ----------------- | ------------------- | ------------- | ------------------ | ------------------------------------- | ------------------- | ------- |
| Gewonnen finales herendubbel |                   |                     |               |                    |                                       |                     |         |
| 1.                           | 6 februari 2005   | ATP Milaan          | Tapijt (i)    | Giorgio Galimberti | Jean-François Bachelot Arnaud Clément | 6-7(8), 7-6(6), 6-4 | Details |
| 2.                           | 31 oktober 2010   | ATP Sint-Petersburg | Hardcourt (i) | Potito Starace     | Rohan Bopanna Aisam-ul-Haq Qureshi    | 7–6(6), 7–6(5)      | Details |
| 3.                           | 18 juni 2011      | ATP Rosmalen        | Gras          | František Čermák   | Robert Lindstedt Horia Tecău          | 6-3, 2-6, [10-8]    | Details |
| 4.                           | 6 augustus 2011   | ATP Kitzbühel       | Gravel        | Santiago González  | Franco Ferreiro André Sá              | 7-6(1), 4-6, [11-9] | Details |
| 5.                           | 25 september 2011 | ATP Boekarest       | Gravel        | Potito Starace     | Julian Knowle David Marrero           | 3-6, 6-4, [10-8]    | Details |
| 6.                           | 29 juli 2018      | ATP Gstaad          | Gravel        | Matteo Berrettini  | Denis Moltsjanov Igor Zelenay         | 7-6(2), 7-6(5)      | Details |
| Verloren finales herendubbel |                   |                     |               |                    |                                       |                     |         |
| 1.                           | 15 februari 2004  | ATP Milaan          | Tapijt (i)    | Giorgio Galimberti | Jared Palmer Pavel Vízner             | 4-6, 4-6            | Details |
| 2.                           | 8 januari 2011    | ATP Doha            | Hardcourt     | Andreas Seppi      | Marc López Rafael Nadal               | 3-6, 6-7(4)         | Details |
| 3.                           | 15 april 2012     | ATP Casablanca      | Gravel        | Fabio Fognini      | Dustin Brown Paul Hanley              | 5-7, 3-6            | Details |
| 4.                           | 21 oktober 2012   | ATP Moskou          | Hardcourt (i) | Simone Bolelli     | František Čermák Michal Mertiňák      | 5-7, 3-6            | Details |
| 5.                           | 16 juni 2013      | ATP Halle           | Gras          | Jonathan Erlich    | Santiago González Scott Lipsky        | 2-6, 6-7(3)         | Details |
| 6.                           | 2 augustus 2014   | ATP Kitzbühel       | Gravel        | Andrej Goloebev    | Henri Kontinen Jarkko Nieminen        | 4-6, 1-6            | Details |
| 7.                           | 4 augustus 2018   | ATP Kitzbühel       | Gravel        | Federico Delbonis  | Roman Jebavý Andrés Molteni           | 2-6, 4-6            | Details |

## Resultaten grote toernooien
| Legenda | Legenda                          |
| ------- | -------------------------------- |
| g.t.    | geen toernooi gehouden           |
| l.c.    | lagere categorie                 |
| –       | niet deelgenomen                 |
| G       | uitgeschakeld in de groepsfase   |
| 1R      | uitgeschakeld in de eerste ronde |
| 2R      | uitgeschakeld in de tweede ronde |
| 3R      | uitgeschakeld in de derde ronde  |
| 4R      | uitgeschakeld in de vierde ronde |
| KF      | uitgeschakeld in de kwartfinale  |
| HF      | uitgeschakeld in de halve finale |
| F       | de finale verloren               |
| W       | het toernooi gewonnen            |
| w-v     | winst/verlies-balans             |

### Enkelspel
| grandslamtoernooien  |      |     |      |      |      |
| Australian Open      | –    | –   | 1R   | 2R   | 1R   |
| Roland Garros        | –    | –   | 1R   | 1R   | 1R   |
| Wimbledon            | 3R   | 2R  | 2R   | 3R   | –    |
| US Open              | –    | –   | 1R   | 1R   | –    |
| ATP Masters 1000     |      |     |      |      |      |
| Indian Wells         | –    | –   | –    | 2R   | 2R   |
| Miami                | –    | –   | –    | 1R   | 2R   |
| Monte Carlo          | –    | –   | –    | 1R   | –    |
| Madrid               | g.t. | –   | –    | –    | –    |
| Rome                 | –    | –   | –    | 1R   | 2R   |
| Hamburg              | –    | –   | –    | –    | –    |
| Montréal/Toronto     | –    | –   | –    | 1R   | –    |
| Cincinnati           | –    | –   | –    | 1R   | –    |
| Parijs               | –    | –   | –    | 2R   |      |
| olympisch            |      |     |      |      |      |
| Olympische Spelen    | g.t. | –   | g.t. | g.t. | g.t. |
| statistieken         |      |     |      |      |      |
| totaal aantal titels | 0    | 0   | 0    | 1    | 0    |
| eindejaarsranking    | 207  | 147 | 81   | 65   | 258  |

### Dubbelspel
| grandslamtoernooien  |      |      |      |      |      |      |      |      |      |      |      |      |      |
| Australian Open      | –    | –    | –    | 1R   | 1R   | –    | –    | 3R   | 3R   | KF   | 2R   | 1R   | –    |
| Roland Garros        | –    | –    | 1R   | 1R   | 1R   | –    | 3R   | KF   | HF   | 1R   | 1R   | –    | 3R   |
| Wimbledon            | –    | 1R   | 1R   | 2R   | –    | –    | 1R   | 2R   | KF   | 1R   | 1R   | –    |      |
| US Open              | –    | –    | 2R   | 2R   | –    | –    | 2R   | 3R   | 1R   | 2R   | 2R   | –    |      |
| ATP Masters 1000     |      |      |      |      |      |      |      |      |      |      |      |      |      |
| Indian Wells         | –    | –    | –    | –    | –    | –    | –    | –    | –    | –    | –    | –    | –    |
| Miami                | –    | –    | –    | –    | –    | –    | –    | –    | KF   | 1R   | –    | –    | –    |
| Monte Carlo          | –    | –    | 2R   | –    | –    | –    | –    | –    | –    | 1R   | –    | –    | –    |
| Hamburg              | –    | –    | –    | –    | –    | –    | l.c. | l.c. | l.c. | l.c. | l.c. | l.c. | l.c. |
| Rome                 | 1R   | –    | 2R   | 1R   | 1R   | 2R   | –    | 1R   | 2R   | 1R   | 1R   | –    | –    |
| Madrid               | l.c. | l.c. | l.c. | l.c. | l.c. | 1R   | –    | –    | –    | 1R   | –    | –    | –    |
| Montréal/Toronto     | –    | –    | –    | –    | –    | –    | –    | –    | 2R   | –    | –    | –    |      |
| Cincinnati           | –    | –    | –    | 1R   | –    | –    | –    | –    | –    | –    | –    | –    |      |
| Shanghai             | l.c. | l.c. | l.c. | l.c. | l.c. | –    | –    | –    | –    | –    | –    | –    |      |
| Parijs               | –    | –    | –    | –    | –    | –    | –    | 1R   | 1R   | –    | –    | –    |      |
| olympisch            |      |      |      |      |      |      |      |      |      |      |      |      |      |
| Olympische Spelen    | g.t. | –    | g.t. | g.t. | g.t. | g.t. | g.t. | g.t. | –    | g.t. | g.t. | g.t. | g.t. |
| statistieken         |      |      |      |      |      |      |      |      |      |      |      |      |      |
| totaal aantal titels | 0    | 0    | 1    | 0    | 0    | 0    | 1    | 3    | 0    | 0    | 0    | 0    | 0    |
| eindejaarsranking    | 277  | 91   | 73   | 323  | 147  | 99   | 58   | 30   | 24   | 57   | 59   | -    |      |